# Fellerkofel

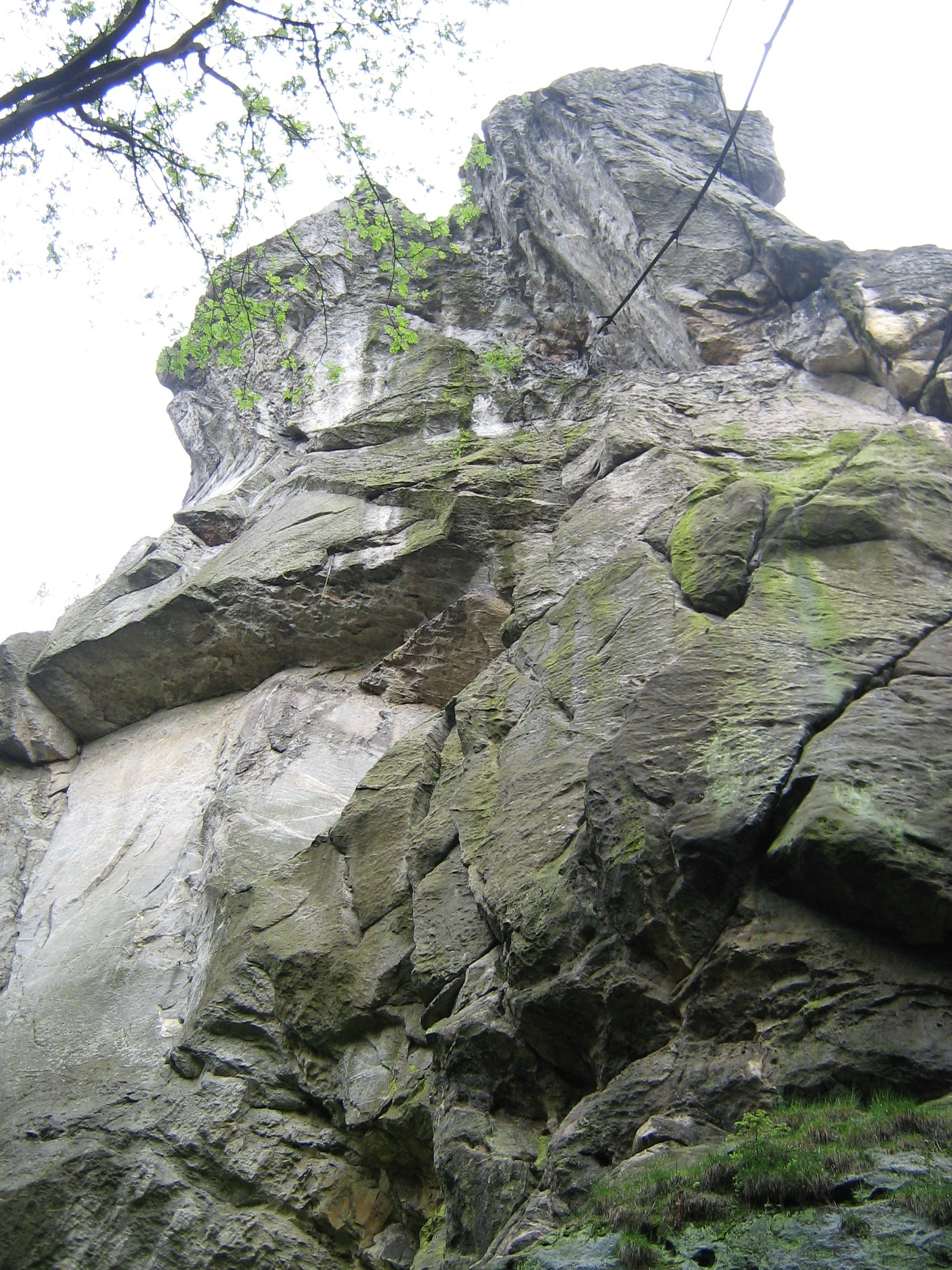
Fellerkofel bei Jítrava

Der Fellerkofel (Havran u Jítravy) auch Großer Rabenstein oder Schindluderkopf ist ein Felsen in der Nähe von Jítrava (Pankratz) im Lausitzer Gebirge. Der Felsen liegt  südlich der E 442 von Děčín nach Liberec am Nordhang des 650 Meter hohen Schwammbergs (Jítravský vrch). Der Felsen ist mit einer Talseite von fast fünfzig Metern einer der bedeutendsten im gesamten Lausitzer Gebirge.
Der Sandstein des Gipfels stammt aus dem Cenoman, der ältesten Stufe der Oberen Kreidezeit, und ist meist sehr quarzhaltig. Er beinhaltet auch kalkhaltige Bindemittel. Bis auf Ausnahmen ist das Gestein sehr fest mit einer glatten Oberfläche.
Rudolf Kauschka schrieb 1924 über den Felsen: Wald und Lichtung hoch überragend, der große Rabenstein, Fellerkofel genannt ein Thron, weit gegen Norden hinausblickend zu den Städten der Lausitz, ein Horst wilder Falken.
Südlich des Felsens befindet sich der kleinere Kleine Rabenstein (Malý Havran).

## Klettern
Der Fellerkofel wurde wahrscheinlich schon in früher Vorzeit bestiegen. Die am Gipfel eingravierte Jahreszahl 1860 kündet von einer frühen Besteigung. Andere Quellen nennen den Zittauer Lehrer Theodor Feller (nach ihm wurde der Felsen benannt) 1890 als Erstbesteiger. Die erste gesicherte Besteigung gelang Willy Kahl und dessen Gefährten am 19. September 1892. Heute gibt es an dem Gipfel fast fünfzig  Kletterwege der unterschiedlichsten Schwierigkeitsgrade.
Die schwersten Wege am Felsen verlaufen in der Talseite. Es sind die Routen „Hard rock“ - XIb (Sächsische Skala) und  „Great roof“ - IXc aus dem Jahr 2008, sowie „Vymyk - Aufschwung“ - Xb aus dem Jahr 2005.

## Nachweise
1. 1 2  Klettergebietsbeschreibung auf horosvaz.cz

Koordinaten: 50° 48′ N, 14° 52′ O